# Giovanni I di Sassonia-Lauenburg
Giovanni I di Sassonia-Lauenburg (Germania, 1249 – Wittenberg, 30 luglio 1285) fu duca di Sassonia-Lauenburg e burgravio di Magdeburgo.

## Biografia
Giovanni di Sassonia-Lauenburg era figlio del duca Alberto I di Sassonia e della terza moglie Elena di Brunswick-Lüneburg, una delle figlie di Ottone I di Brunswick-Lüneburg. Giovanni era il fratello minore del duca Alberto II di Sassonia e insieme a questi resse il ducato di Sassonia alla morte del padre nel 1260. 
Dopo diverso tempo i due fratelli divisero la Sassonia in due ducati nel 1272 (o 1269 o 1282, a seconda delle diverse fonti e interpretazioni delle medesime). Giovanni ricevette il Sassonia-Lauenburg, comprendente le aree di Lauenburg e Hadeln, oltre all'area attorno a Otterndorf, nel basso Elba. Alberto II ottenne invece il Sassonia-Wittenberg attorno alla città di Belzig. Giovanni così facendo divenne di fatto il fondatore del ramo di Sassonia-Lauenburg. Nel 1282 egli rinunciò però al governo in favore dei suoi tre figli minori, anche se il loro zio Alberto II mantenne la reggenza a causa della loro minore età. Dopo aver lasciato il governo, Giovanni I entrò nel monastero francescano di Wittenberg, ove divenne priore.

## Matrimonio e figli
Nel 1270 Giovanni sposò Ingeborg Birgersdotter di Småland (1253 circa–30 giugno 1302, Mölln), figlia o nipote di Birger Jarl. La coppia ebbe otto figli, tra i quali citiamo:
- Elena (c. 1272–1337), sposò il conte Günther IX di Schwarzburg-Blankenburg (?–1289), poi il conte Adolfo VI di Schauenburg-Holstein-Pinneberg;
- Elisabetta (c. 1274–1306), sposò il duca Valdemaro IV di Schleswig, figlio del duca Eric I di Schleswig;
- Eric I (1280/1282–1359/1361);
- Giovanni II (c. 1275–1321);
- Alberto III (c. 1281–1308);
- Sofia (?–1319), priora di Plötzkau.

## Ascendenza
|                                  |                         |                            | Genitori                 |  |  | Nonni |  |  | Bisnonni                 |  |  | Trisnonni             |  |
|                                  |                         |                            |                          |  |  |       |  |  | Alberto I di Brandeburgo |  |  | Ottone di Ballenstedt |  |
|                                  |                         |                            |                          |  |  |       |  |  | Alberto I di Brandeburgo |  |  | Ottone di Ballenstedt |  |
|                                  |                         | Eilika Billung di Sassonia |                          |  |  |       |  |  | Alberto I di Brandeburgo |  |  |                       |  |
| Bernardo di Sassonia             |                         |                            |                          |  |  |       |  |  | Alberto I di Brandeburgo |  |  |                       |  |
|                                  |                         | Sofia di Winzenburg        | Ermanno I di Winzenburg  |  |  |       |  |  |                          |  |  |                       |  |
|                                  |                         | Sofia di Winzenburg        | Ermanno I di Winzenburg  |  |  |       |  |  |                          |  |  |                       |  |
|                                  |                         | Sofia di Winzenburg        | contessa di Everstein    |  |  |       |  |  |                          |  |  |                       |  |
| Alberto I di Sassonia            |                         | Sofia di Winzenburg        |                          |  |  |       |  |  |                          |  |  |                       |  |
|                                  |                         | Canuto V di Danimarca      | Magnus I di Götaland     |  |  |       |  |  |                          |  |  |                       |  |
|                                  |                         | Canuto V di Danimarca      | Magnus I di Götaland     |  |  |       |  |  |                          |  |  |                       |  |
|                                  |                         | Canuto V di Danimarca      | Richenza di Polonia      |  |  |       |  |  |                          |  |  |                       |  |
| Brigitta di Danimarca            |                         | Canuto V di Danimarca      |                          |  |  |       |  |  |                          |  |  |                       |  |
|                                  |                         | …                          | …                        |  |  |       |  |  |                          |  |  |                       |  |
|                                  |                         | …                          | …                        |  |  |       |  |  |                          |  |  |                       |  |
|                                  |                         | …                          | …                        |  |  |       |  |  |                          |  |  |                       |  |
| Giovanni I di Sassonia-Lauenburg |                         | …                          |                          |  |  |       |  |  |                          |  |  |                       |  |
|                                  | Guglielmo di Winchester | Enrico il Leone            |                          |  |  |       |  |  |                          |  |  |                       |  |
|                                  | Guglielmo di Winchester | Enrico il Leone            |                          |  |  |       |  |  |                          |  |  |                       |  |
|                                  | Guglielmo di Winchester | Matilde d'Inghilterra      |                          |  |  |       |  |  |                          |  |  |                       |  |
| Ottone I di Brunswick-Lüneburg   | Guglielmo di Winchester |                            |                          |  |  |       |  |  |                          |  |  |                       |  |
|                                  |                         | Elena di Danimarca         | Valdemaro I di Danimarca |  |  |       |  |  |                          |  |  |                       |  |
|                                  |                         | Elena di Danimarca         | Valdemaro I di Danimarca |  |  |       |  |  |                          |  |  |                       |  |
|                                  |                         | Elena di Danimarca         | Sofia di Minsk           |  |  |       |  |  |                          |  |  |                       |  |
| Elena di Brunswick-Lüneburg      |                         | Elena di Danimarca         |                          |  |  |       |  |  |                          |  |  |                       |  |
|                                  |                         | Alberto II di Brandeburgo  | Ottone I di Brandeburgo  |  |  |       |  |  |                          |  |  |                       |  |
|                                  |                         | Alberto II di Brandeburgo  | Ottone I di Brandeburgo  |  |  |       |  |  |                          |  |  |                       |  |
|                                  |                         | Alberto II di Brandeburgo  | Ada d'Olanda             |  |  |       |  |  |                          |  |  |                       |  |
| Matilda del Brandeburgo          |                         | Alberto II di Brandeburgo  |                          |  |  |       |  |  |                          |  |  |                       |  |
|                                  |                         | Matilde di Lusazia         | Corrado II di Lusazia    |  |  |       |  |  |                          |  |  |                       |  |
|                                  |                         | Matilde di Lusazia         | Corrado II di Lusazia    |  |  |       |  |  |                          |  |  |                       |  |
|                                  |                         | Matilde di Lusazia         | Elisabetta di Polonia    |  |  |       |  |  |                          |  |  |                       |  |
|                                  |                         | Matilde di Lusazia         |                          |  |  |       |  |  |                          |  |  |                       |  |